# Ivy Ling Po
Ivy Ling Po est une actrice et chanteuse hongkongaise ayant tourné une centaine de films de genres divers mais ayant connu la célébrité pour ses rôles travestis dans des films musicaux.

## Biographie
Né en 1939, elle est adoptée par une famille qui émigre à Hong Kong. Elle commence sa carrière très jeune comme "Enfant star" dans le cinéma en dialecte hokkien puis cantonais. En 1962, elle est embauchée par la Shaw Brothers où elle assure le doublage des parties chantées du rôle de Jia Bao Yu dans le film Dream of the Red Chamber (1962) avant d'être remarquée par Li Han-hsiang et d'obtenir un rôle principal dans The Love Eterne qui s'avère un succès foudroyant et fait d'elle une star, notamment à Taïwan. Ses débuts à la Shaw sont rendus difficiles par l'hostilité que lui voue la star Betty Loh Ti. En 1963, quand Li Han-hsiang décide de quitter la Shaw pour monter sa propre société, il cherche à recruter une partie du personnel son ancien patron et son équipe fait des ouvertures dans ce sens à Ling Po, qui feint d'accepter mais révèle en réalité les manœuvres de Li à la direction de la Shaw par l'intermédiaire de Leonard Ho, un des cadres du studio, dont elle était alors la maîtresse. Elle remporte un prix d'interprétation en 1963 pour Lady General Hua Mu-lan. En 1966, elle épouse son collègue Chin Han (acteur hongkongais) ; elle subit à cette occasion des pressions de Run Run Shaw : réticent à ce mariage, il finit par y consentir à condition d'en être le témoin et qu'il soit organisé sous l'égide du studio ; finalement le couple se marie à Taïwan.
En 1969, elle tient l'un de ses derniers rôles masculins dans The Three Smiles, qui est considéré comme le dernier film de l'âge d'or du cinéma d'opéra du Huangmei ; elle joue ensuite des personnages féminins, qui obtiennent moins de succès. Elle obtient cependant un Golden Horse Award pour son rôle secondaire dans The Empress Dowager (1975).
Après 1975, elle quitte la Shaw et travaille pour la télévision et le cinéma à Taiwan. Le succès commercial du film Dream of the Red Chamber en 1978 lui rend son statut d'icône du cinéma.
Au cours des années 80 le couple met fin à sa carrière et émigre au Canada.
À partir de 2002, elle retrouve la scène pour une tournée d'une reprise en opéra chinois du film The Love Eterne dont elle reprend le rôle en compagnie de sa collègue et amie Hu Chin. Les deux partenaires, soudées par l'expérience du cancer du sein qu'elles ont subie au début des années 2000, continuent de se produire sur scène au moins jusqu'en 2016.

## Filmographie
- The Phoenix 's Flirtation with Twin Dragons (1951)
- Love's Obligation (1955)
- Xuemei Teaches Her Son (1955)
- Chen Shimei Denies His Wife (1955)
- Meng Lijun (1955)
- Liang Shanbo and Zhu Yingtai (1955)
- The Cowboy and the Spinning Girl (1955)
- Judge Bao's Night Trial of Guo Huai (1956)
- The Burning of Hundred Flowers Pavilion (1956)
- The Death of Daiyu (1956)
- An'an Searches for His Mother (1956)
- Dream of Red Chamber (1956)
- Tiger Wang Snatches the Bride (1956)
- Madam Zhou Cheng in Search of Husband (1956)
- Strange Tales of an Empty Chest (1957)
- Mulian Saves His Mother (1957)
- An Orphan Girl (1957)
- Love Mismatched (1957)
- Red Kid and Monkey King (1957)
- Third Madam Teaches Her Son (1957)
- The Living Buddha (1957)
- The Eight Immortals in Jiangnan (1957)
- Meeting on the Magpies Bridge (1957)
- Mr. Wang Marries His Daughter to Hong Kong (1958)
- Shrews from Afar (1958)
- Marrying into Your Own Class (1958)
- Discarded Body in a Bathroom (1958)
- Hot Lady (1958)
- Peng Men Bi Yu (1958) : Le Bi-Yu
- Harmony Between the In-Laws (1958)
- Xuemei Misses Her Husband (1958)
- Zai Jia Xin Niang (1958)
- A Girl in Love (1959)
- A Perfect Match (1959)
- Brother Wang and Brother Liu (1959)
- Mr. Wang's New Year (1959)
- Cross Street (1959)
- The Story of Red Lotus Temple (Chapter 4) (1959)
- The Story of Red Lotus Temple (Chapter 3) (1959)
- He Has Taken Her for Another (1959)
- Fan Li-Hua (1959)
- The Love of a Pedicab Driver (1959) : Zheng Wanzhen
- Mr. Wang Throws a Birthday Party (1959)
- Phony Phoenixes (1959)
- Miss Cui-Cui (1959)
- Xiao Hua Mao (1959)
- Dragon Palace of Pu Island (1961)
- Lau Hoi and Fairy (1961)
- 7 Playful Women (1962)
- Grandest of All Families (1962)
- A Maid from Heaven (1963) : Tong Yong
- The Love Eterne (1963) : Liang Shan-Bo
- Flesh and Blood (1963)
- Lady General Hua Mulan (1964) : Hua Mu-Lan
- The Female Prince (en) (1964) : Chin Feng-Hsiao
- Between Tears and Laughter (1964) : Kwan Sau Chu
- The Crimson Palm (en) (1964) : Lin Chao-Te [intro]
- Grand Substitution (ru) (1965) : Chiu Wu
- The Twin Swords (1965) : Scarlet Maid/Gui Qiu
- The West Chamber (1965) : Zhang Junrui
- Inside the Forbidden City (en) (1965) : Kou Chu
- Temple of the Red Lotus (1965) : Red Lady Swordswoman
- Vermillion Door (1965) : Wu Mei-Bo
- The Mermaid (1965) : Zhang Zhen
- The Joy of Spring (1966)
- The Mating Season (1966) : Guest performer
- The Perfumed Arrow (1966) : Wen Jun-Qing/Fei-E
- Dawn Will Come (1966) : Wen Shuzhen
- The Mirror and the Lichee (1967) : Chen Bo Qing/Chen San
- Song of Tomorrow (1967) : Su Ling
- The Sword and the Lute (1967) : Scarlet Maid
- Too Late for Love (en) (1967) : Chen Su-Fen
- Forever and Ever (1968) : Li Xiao-Wen
- The Three Smiles (1969) : Tang Bo Hu / Hua An
- Raw Passions (1969) : Mrs Lin Man Ying
- The Younger Generation (1970) : Mei Shu Ching
- A Cause to Kill (1970) : Sin Lei
- The Sword Hand (1971)
- The Mighty One (1971) : Hsiao Chu
- Duel for Gold (1971) : Yu Yen
- The Crimson Charm (1971) : Yu Fang-Fang
- ‘’The Silent Love (1971) : Ko Xiu-Zhi
- Finger of Doom (1972) : Heroine (Finger of Doom clan)
- The 14 Amazons (1972) : Mu Kuei Ying
- Flight Man (1973)
- My Father, My Husband, My Son (1974) : Peng Yin-Fang
- It's All in the Family (1975) : Pei Chiung
- The Empress Dowager (1975) : Empress Chin Feng
- The Chinese Amazons (1975)
- Crossroad (1976) : Shu Zhen
- The Last Tempest (1976) : Empress Jin Feng
- Prominent Eunuch Chen Ho (1977)
- Dream of the Red Chamber (1978) : Jia Bao Yu
- Imperious Princess (1980) : Gao Ai
- Sha Jia Shi Wu Nu Ying Hao (1981)
- Rescue from Hades (1982)
- One Stripe Two Stars (1982)
- Dragon Woman Descends (1982)
- New Pilgrims to the West (1982)
- Zhuang Yuan Mei (1982) : Yun Ching
- Lost Generation (1983) : Mr Tsun's sister
- Master Hui Neng, Sixth Patriarch of Zen Buddhism (1987)
- Golden Swallow (1987) : Old Lady
- Rice Rhapsody (2004) : Grandma Toh

## Récompenses
- 1963	Prix spécial du jury pour the Love Eterne (1963) au Golden Horse festival[10]
- 1964 : Meilleure actrice pour Lady General Hua Mulan (1964) à l'Asia-Pacific Film Festival[10]
- 1965 : Most Versatile Talent pour The Grand Substitution (1965) à l'Asia-Pacific Film Festival[10]
- 1968 : Meilleure actrice principale pour Too late for love (1967) au Golden Horse festival [10]
- 1975 : Meilleur second rôle féminin pour The Empress Dowager (1975) à l'Asia-Pacific Film Festival[10]